# Леонгард Шток
Леонгард Шток  (нім. Leonhard Stock, 14 березня 1958) — австрійський гірськолижник, олімпійський чемпіон.

## Виступи на Олімпіадах
| Олімпіада        | Дисципліна              | Місце  |
| ---------------- | ----------------------- | ------ |
| Лейк-Плесід 1980 | швидкісний спуск        | 1      |
| Лейк-Плесід 1980 | гігантський слалом      | 26     |
| Лейк-Плесід 1980 | слалом                  | 18     |
| Калгарі 1988     | швидкісний спуск        | 4      |
| Калгарі 1988     | супергігантський слалом | 8      |
| Альбервіль 1992  | швидкісний спуск        | участь |